# Серпокрилець сокотрійський
Серпокрилець сокотрійський (Apus berliozi) — вид птахів родини серпокрильцевих (Apodidae).

## Назва
Вид названо на честь французького орнітолога Жака Берліоза (1891—1975).

## Поширення
Гніздиться в прибережних районах Сомалі, на півдні Аравійського півострова та на острові Сокотра. У негніздовий період його спостерігали далеко на південь, аж до прибережного Мозамбіку. Населяє сухі ландшафти. На Сокотрі його можна знайти в різних місцях існування, які також включають міські райони. У горах трапляється на висоті від 700 до 1200 м. Гніздиться на узбережжі, переважно в печерах і на скелях. У пошуках їжі його можна спостерігати на піщаних дюнах. Під час зимівлі в Кенії його можна побачити над рівнинними прибережними лісами.

## Опис
Птах завдовжки 16 сантиметрів. Самець досягає ваги 37,5 г, самиця — 40 г. Оперення рівномірно коричневе, за винятком великої білої плями на горлі.

## Спосіб життя
У Сомалі період розмноження триває з березня по вересень, на Сокотрі — середина травня. Гніздиться колоніями. Чашоподібне гніздо будує на стелях печер. Кладка складається з двох яєць. Сокотрійського серпокрильця можна спостерігати в зграях від 10 до 200 особин. Його раціон складається з жуків, мурах, коників і термітів.